# Till Schmerbeck
Till Schmerbeck (* 1969 in München) ist ein deutscher Filmproduzent.

## Leben und Wirken
Till Schmerbeck studierte von 2000 bis 2004 Produktion an der Filmakademie Baden-Württemberg. Der von ihm produzierte Spielfilm Das Verlangen war der erste deutsche Beitrag, der nach Jahren wieder den Hauptpreis eines A-Festivals, nämlich 2002 den Goldenen Leoparden auf dem Internationalen Filmfestival von Locarno, gewinnen konnte.
Im Jahr 2005 gewann der von ihm produzierte Kinderfilm Helden im Gummistiefeln im Rahmen der Babelsberger Medienpreise den Erich Kästner-Fernsehpreis.
Till Schmerbeck hat seit 2004 seine eigene Produktionsfirma, die Schmerbeck Filmproduktion in Berlin, und ist Mitglied der Deutschen Filmakademie.
2010/2011 war er für die U5 Filmproduktion in Frankfurt als Producer tätig. Unter anderem entstand dort die internationale Dokumentation Harmony mit Prince Charles. Von 2013 bis 2016 arbeitete er auch für Regisseur/Autor Stephan Wagner und dessen carte blanche Film in Potsdam-Babelsberg. Seit 2017 produziert Schmerbeck wieder unter eigenem Namen.

## Filmografie (Auswahl)
- 2002: Das Verlangen (Produzent)
- 2004: Helden in Gummistiefeln (Produzent)
- 2005: Der Mann mit dem weißen Bart (Produzent)
- 2006: Der Generalmanager oder How To Sell A Tit Wonder (Produzent)
- 2007: Blindflug (Ko-Produzent)
- 2008: Thank You Mr. President (Producer)
- 2009: Résiste – Aufstand der Praktikanten (Produzent)
- 2010: Suicide Club (Ko-Produzent)
- 2011: Harmony (Producer Europe)
- 2012: fuckmybeatz - nightlife in Frankfurt (Produzent)
- 2015: Tatort: Hundstage (Producer)
- 2016: Wer aufgibt ist tot (Producer)
- 2017: Heilstätten (Produzent)

## Auszeichnungen
- 2002: Gewinner des Goldenen Leoparden für Das bngen
- 2005: Erich-Kästner-Fernsehpreis für Helden in Gummistiefeln